# Di sản kỳ bí
Di sản kỳ bí (tiếng Hàn: 선산) là một bộ phim truyền hình giật gân thần bí của Hàn Quốc năm 2024 do Yeon Sang-ho lên ý tưởng, Yeon, Min Hong-nam và Hwang Eun-young viết kịch bản, Min đạo diễn. Phim có sự tham gia của Kim Hyun-joo, Park Hee-soon, Park Byung -eun và Ryu Kyung-soo. Dựa trên webtoon cùng tên của Kang Tae-kyung, tác phẩm được phát hành trên Netflix vào ngày 19 tháng 1 năm 2024.